# Cameraria acericola
Cameraria acericola är en fjärilsart som beskrevs av Tosio Kumata 1963. Cameraria acericola ingår i släktet Cameraria och familjen styltmalar. Inga underarter finns listade i Catalogue of Life.